# Shower (Becky G)
Shower is een nummer van de Amerikaanse zangeres Becky G van haar nog te verschijnen debuutalbum dat in 2014 wordt uitgebracht. Het nummer kwam uit op 23 april 2014, en is ook de eerste single van haar debuutalbum. Het is Becky's eerste nummer dat de top 20 bereikte in de Verenigde Staten.
De muziekvideo verscheen op 29 juni 2014 op haar YouTube-kanaal.

## Tracklijst
| Nr. | Titel  | Duur  |
| --- | ------ | ----- |
| 1.  | Shower | 03:26 |

| Nr. | Titel                  | Duur  |
| --- | ---------------------- | ----- |
| 1.  | Shower                 | 03:26 |
| 2.  | Shower (instrumentaal) | 03:25 |

## Hitnoteringen

### Nederlandse Top 40
| Hitnotering: 23-08-2014 t/m 31-01-2015 | Hitnotering: 23-08-2014 t/m 31-01-2015 | Hitnotering: 23-08-2014 t/m 31-01-2015 | Hitnotering: 23-08-2014 t/m 31-01-2015 | Hitnotering: 23-08-2014 t/m 31-01-2015 | Hitnotering: 23-08-2014 t/m 31-01-2015 | Hitnotering: 23-08-2014 t/m 31-01-2015 | Hitnotering: 23-08-2014 t/m 31-01-2015 | Hitnotering: 23-08-2014 t/m 31-01-2015 | Hitnotering: 23-08-2014 t/m 31-01-2015 | Hitnotering: 23-08-2014 t/m 31-01-2015 | Hitnotering: 23-08-2014 t/m 31-01-2015 | Hitnotering: 23-08-2014 t/m 31-01-2015 | Hitnotering: 23-08-2014 t/m 31-01-2015 | Hitnotering: 23-08-2014 t/m 31-01-2015 | Hitnotering: 23-08-2014 t/m 31-01-2015 | Hitnotering: 23-08-2014 t/m 31-01-2015 | Hitnotering: 23-08-2014 t/m 31-01-2015 | Hitnotering: 23-08-2014 t/m 31-01-2015 | Hitnotering: 23-08-2014 t/m 31-01-2015 | Hitnotering: 23-08-2014 t/m 31-01-2015 | Hitnotering: 23-08-2014 t/m 31-01-2015 | Hitnotering: 23-08-2014 t/m 31-01-2015 | Hitnotering: 23-08-2014 t/m 31-01-2015 | Hitnotering: 23-08-2014 t/m 31-01-2015 |
| Week:                                  | 1                                      | 2                                      | 3                                      | 4                                      | 5                                      | 6                                      | 7                                      | 8                                      | 9                                      | 10                                     | 11                                     | 12                                     | 13                                     | 14                                     | 15                                     | 16                                     | 17                                     | 18                                     | 19                                     | 20                                     | 21                                     | 22                                     | 23                                     |                                        |
| -------------------------------------- | -------------------------------------- | -------------------------------------- | -------------------------------------- | -------------------------------------- | -------------------------------------- | -------------------------------------- | -------------------------------------- | -------------------------------------- | -------------------------------------- | -------------------------------------- | -------------------------------------- | -------------------------------------- | -------------------------------------- | -------------------------------------- | -------------------------------------- | -------------------------------------- | -------------------------------------- | -------------------------------------- | -------------------------------------- | -------------------------------------- | -------------------------------------- | -------------------------------------- | -------------------------------------- | -------------------------------------- |
| Positie:                               | 36                                     | 21                                     | 17                                     | 13                                     | 10                                     | 10                                     | 9                                      | 7                                      | 6                                      | 5                                      | 7                                      | 7                                      | 8                                      | 8                                      | 8                                      | 12                                     | 15                                     | 16                                     | 22                                     | 22                                     | 29                                     | 33                                     | 36                                     | uit                                    |

### NederlandseSingle Top 100
| Hitnotering: 26-07-2014 t/m 28-02-2015 | Hitnotering: 26-07-2014 t/m 28-02-2015 | Hitnotering: 26-07-2014 t/m 28-02-2015 | Hitnotering: 26-07-2014 t/m 28-02-2015 | Hitnotering: 26-07-2014 t/m 28-02-2015 | Hitnotering: 26-07-2014 t/m 28-02-2015 | Hitnotering: 26-07-2014 t/m 28-02-2015 | Hitnotering: 26-07-2014 t/m 28-02-2015 | Hitnotering: 26-07-2014 t/m 28-02-2015 | Hitnotering: 26-07-2014 t/m 28-02-2015 | Hitnotering: 26-07-2014 t/m 28-02-2015 | Hitnotering: 26-07-2014 t/m 28-02-2015 | Hitnotering: 26-07-2014 t/m 28-02-2015 | Hitnotering: 26-07-2014 t/m 28-02-2015 | Hitnotering: 26-07-2014 t/m 28-02-2015 | Hitnotering: 26-07-2014 t/m 28-02-2015 | Hitnotering: 26-07-2014 t/m 28-02-2015 | Hitnotering: 26-07-2014 t/m 28-02-2015 | Hitnotering: 26-07-2014 t/m 28-02-2015 | Hitnotering: 26-07-2014 t/m 28-02-2015 | Hitnotering: 26-07-2014 t/m 28-02-2015 |
| Week:                                  | 1                                      | 2                                      | 3                                      | 4                                      | 5                                      | 6                                      | 7                                      | 8                                      | 9                                      | 10                                     | 11                                     | 12                                     | 13                                     | 14                                     | 15                                     | 16                                     | 17                                     | 18                                     | 19                                     | 20                                     |
| -------------------------------------- | -------------------------------------- | -------------------------------------- | -------------------------------------- | -------------------------------------- | -------------------------------------- | -------------------------------------- | -------------------------------------- | -------------------------------------- | -------------------------------------- | -------------------------------------- | -------------------------------------- | -------------------------------------- | -------------------------------------- | -------------------------------------- | -------------------------------------- | -------------------------------------- | -------------------------------------- | -------------------------------------- | -------------------------------------- | -------------------------------------- |
| Positie:                               | 81                                     | 90                                     | 86                                     | 69                                     | 43                                     | 28                                     | 17                                     | 15                                     | 12                                     | 11                                     | 12                                     | 11                                     | 9                                      | 9                                      | 15                                     | 13                                     | 13                                     | 17                                     | 17                                     | 21                                     |
| Week:                                  | 21                                     | 22                                     | 23                                     | 24                                     | 25                                     | 26                                     | 27                                     | 28                                     | 29                                     | 30                                     | 31                                     | 32                                     |                                        |                                        |                                        |                                        |                                        |                                        |                                        |                                        |
| Positie:                               | 25                                     | 36                                     | 39                                     | 35                                     | 35                                     | 39                                     | 42                                     | 45                                     | 47                                     | 63                                     | 90                                     | 98                                     | uit                                    |                                        |                                        |                                        |                                        |                                        |                                        |                                        |